# Glossoteri
Els glossoteris (Glossotherium) són un gènere conegut de peresosos terrestres, un grup de mamífers prehistòrics.
El glossoteri feia uns quatre metres de llarg i pesava 1,5 tones. Aquest peresós terrestre tenia el cap gros i la cua pesant. Els ossos nasals, ben desenvolupats, indiquen que tenia un bon olfacte. Aquest gènere vivia en àrees obertes on s'alimentava d'herba i branquillons.
Visqué entre el Pliocè superior i el Plistocè i el seu àmbit de distribució s'estenia des dels Estats Units fins a Sud-amèrica.